# 新竹市鐵道藝術村

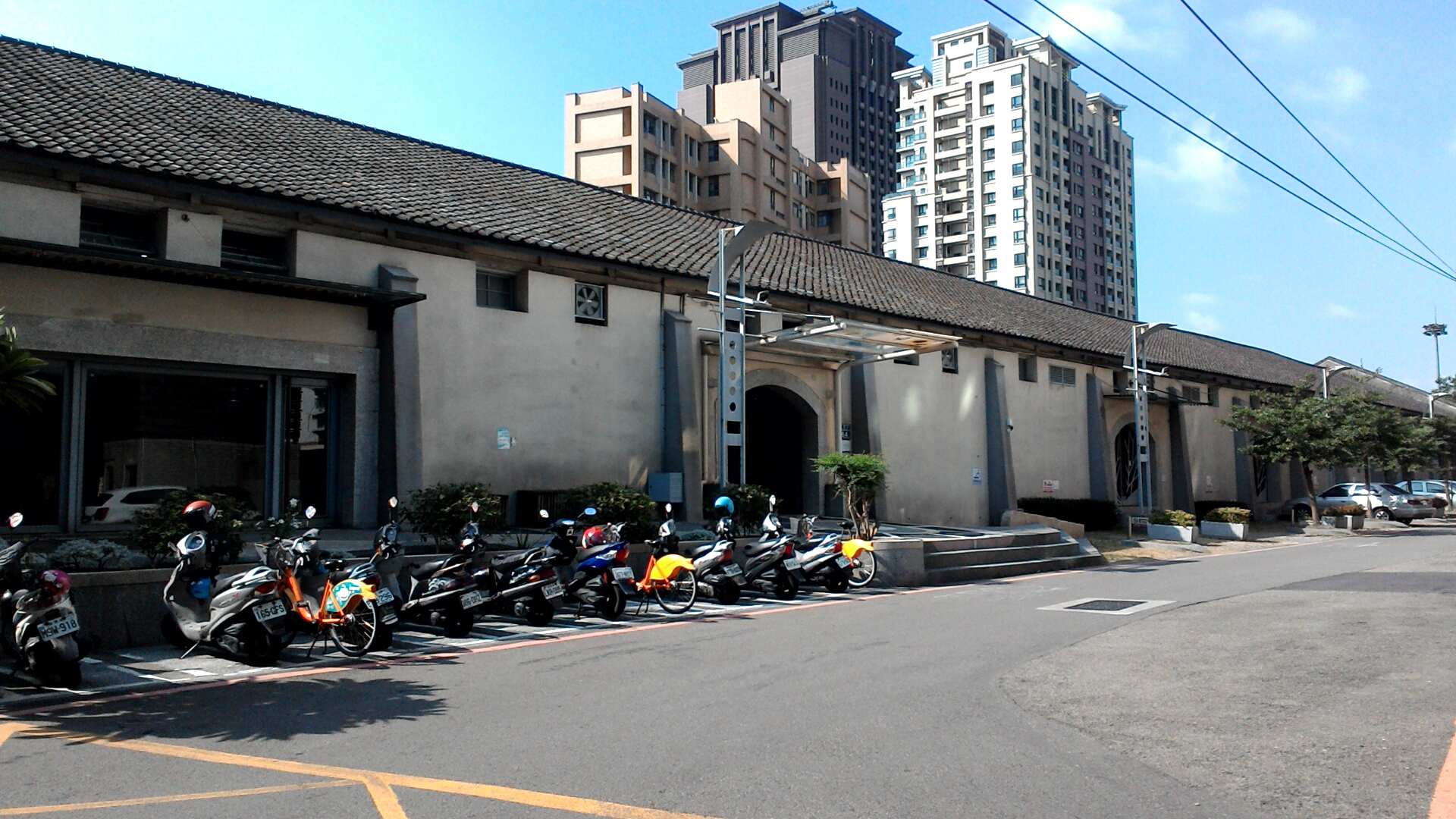
新竹市鐵道藝術村

新竹市鐵道藝術村位於中華民國新竹市，為一處以鐵道為主題的展演空間。藝術村近位於東大路陸橋旁，原為新竹車站3~5號倉庫，建於昭和十六年（1941年）。建築為磚造，木桁架屋頂鋪以文化瓦。戰後隨著運輸與倉儲業務減縮，倉庫遂陷入閒置，曾一度用作補習班場地。1997年台灣省政府文化處委託學者研究，認為鐵路倉庫具有高大、寬敞的特性，適用於藝術展演，發起鐵道藝術網絡計畫。計畫選定桃園、新竹、后里、台中、二水、斗南、嘉義、新營車站等八處車站的鐵路倉庫，後添加枋寮車站等其他站點:127。新竹車站倉庫於計畫中改建為新竹市鐵道藝術村，規劃有餐飲空間、展演區、個人工作室等。

## 關聯條目
- 嘉義鐵道藝術村
- 台東舊站